# Black Coffee (filme)
Black Coffee é um filme de detetive franco-britânico de 1931, dirigido por Leslie S. Hiscott e com atuações de Austin Trevor e Richard Cooper. É baseado na peça teatral Black Coffee, de Agatha Christie.